# فكتور لويس ميناج
فكتور لويس ميناج (15 أبريل 1920 - 11 يونيو 2015) كان مؤرخًا بريطانيًا، وعالمًا في الشؤون التركية، مع التركيز بشكل خاص على الإمبراطورية العثمانية المبكرة ومحررًا لموسوعة الإسلام.
وصف ميناج تجربته في الفقر في طفولته في تشيلسهوت [الإنجليزية]، في كينت ، حيث قدمت له الدراسة فرصة الهروب. حصل على منحة وحصل على مكان في كلية إلثام [الإنجليزية] (1930-1938). بفضل تشجيع معلميه، التحق بكلية كلير، بجامعة كامبريدج، لدراسة الكلاسيكيات (1938-1940).
على الرغم من معارضته للحرب في الحرب العالمية الثانية عام 1940، فقد انضم إلى الجيش وانضم إلى خدمة الإسعاف. وفي نهاية الحرب، كان متمركزًا في إثيوبيا. وبعد أن ترك الجيش، قَبِل وظيفة التدريس في أديس أبابا. ووصف هذه الفترة فيما بعد بأنها كانت مثيرة ومبتكرة. انتقل إلى المجلس الثقافي البريطاني في نهاية العقد، عندما التقى بزوجته المستقبلية، يوهانان.
أنتج ميناج العديد من الكتب والمقالات حول التاريخ العثماني على مدى سنوات عملها في مجال البحث. بالإضافة إلى التدريس أستاذًا للتاريخ التركي في جامعة لندن، قام أيضًا بتحرير ومساهمة فصول في الطبعة الثانية من موسوعة الإسلام.
توفى فيكتور لويس ميناج في 11 يونيو 2015 في ساسكس، إنجلترا.